# Abschussmarkierung

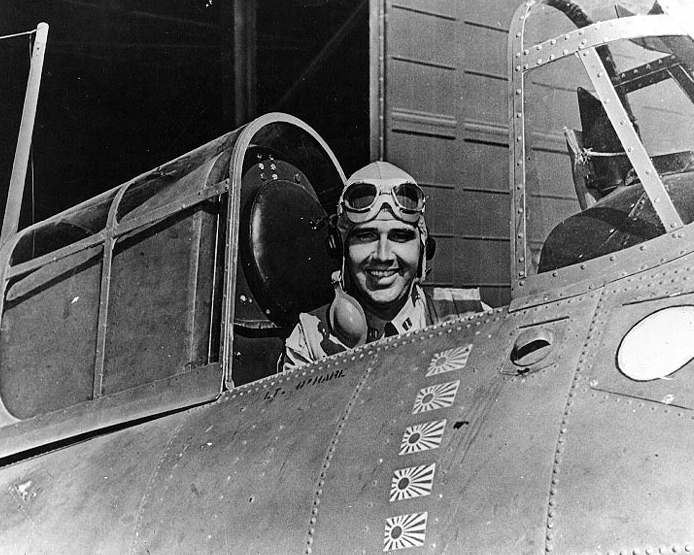
Fünf japanische Flaggen für Abschüsse japanischer Flugzeuge an einer US-amerikanischen Grumman F4F Wildcat (1942)

Beim Militär werden insbesondere in Kriegszeiten von Angehörigen der Streitkräfte Abschussmarkierungen (auch Erfolgsmarkierungen genannt) auf Kampffahrzeuge und andere Waffen lackiert, um so anzuzeigen, wie viele feindliche Fahrzeuge sie ausgeschaltet oder wie viele Bombenabwürfe sie erfolgreich durchgeführt haben. Diese stellen keine offiziellen Markierungen dar, sondern sind hauptsächlich als eine Art Trophäe und Trefferquote zu verstehen.

## Arten
Das einfachste Symbol für eine Abschussmarkierung stellen Striche oder Kerben dar, die in Fünfergruppen auf Fahrzeuge gemalt oder in Gewehrkolben geritzt werden. Insbesondere sind sie auf Jagdflugzeugen, Bombern, Kampfpanzern, Panzerfahrzeugen, Selbstfahrlafetten, Sturmgeschützen und U-Booten zu finden. Als Markierungen kommen dabei verschiedene Symbole zum Einsatz.
Beispiele
- So wird z. B. unterschieden, welche Klasse von Luftfahrzeugen oder Fahrzeugen abgeschossen wurden, indem das entsprechende Symbol verwendet wird.
- Bei manchen Streitkräften wird das feindliche Hoheitszeichen verwendet, so z. B. im Zweiten Weltkrieg die verkleinerte Version japanischer Kriegsflaggen der kaiserlich japanischen Luftwaffe, die von den United States Army Air Forces (USAAF) und der US Navy auf die Flugzeuge aufgemalt wurden, um anzuzeigen, dass man japanische Maschinen abgeschossen hatte.
- Im Zweiten Weltkrieg wurden deutsche Hakenkreuze und Reichskriegsflaggen von Kampfflugzeugen der USAAF auf die Flieger aufgemalt, um feindliche Abschüsse darzustellen. Teilweise wurde der zugehörige Maschinentyp als Silhouette hinzugefügt.

Die Piloten taktischer und strategischer Bomber malen kleine Bombensymbole für erfolgreiche Einsätze auf ihre Maschinen. Bei Panzerfahrzeugen wurden Abschussmarkierungen auch auf dem Kanonenrohr angebracht.
Es gab im Zweiten Weltkrieg deutsche Flak-Geschütze, auf deren Schutzschilden verschiedene Symbole von Flugzeugen, Panzern, Bunkern und sogar Schiffen verzeichnet waren. Letztere waren britische Zerstörer, die an der afrikanischen Küste vom Afrika Korps unter Zuhilfenahme von Flak-Geschützen versenkt worden waren.

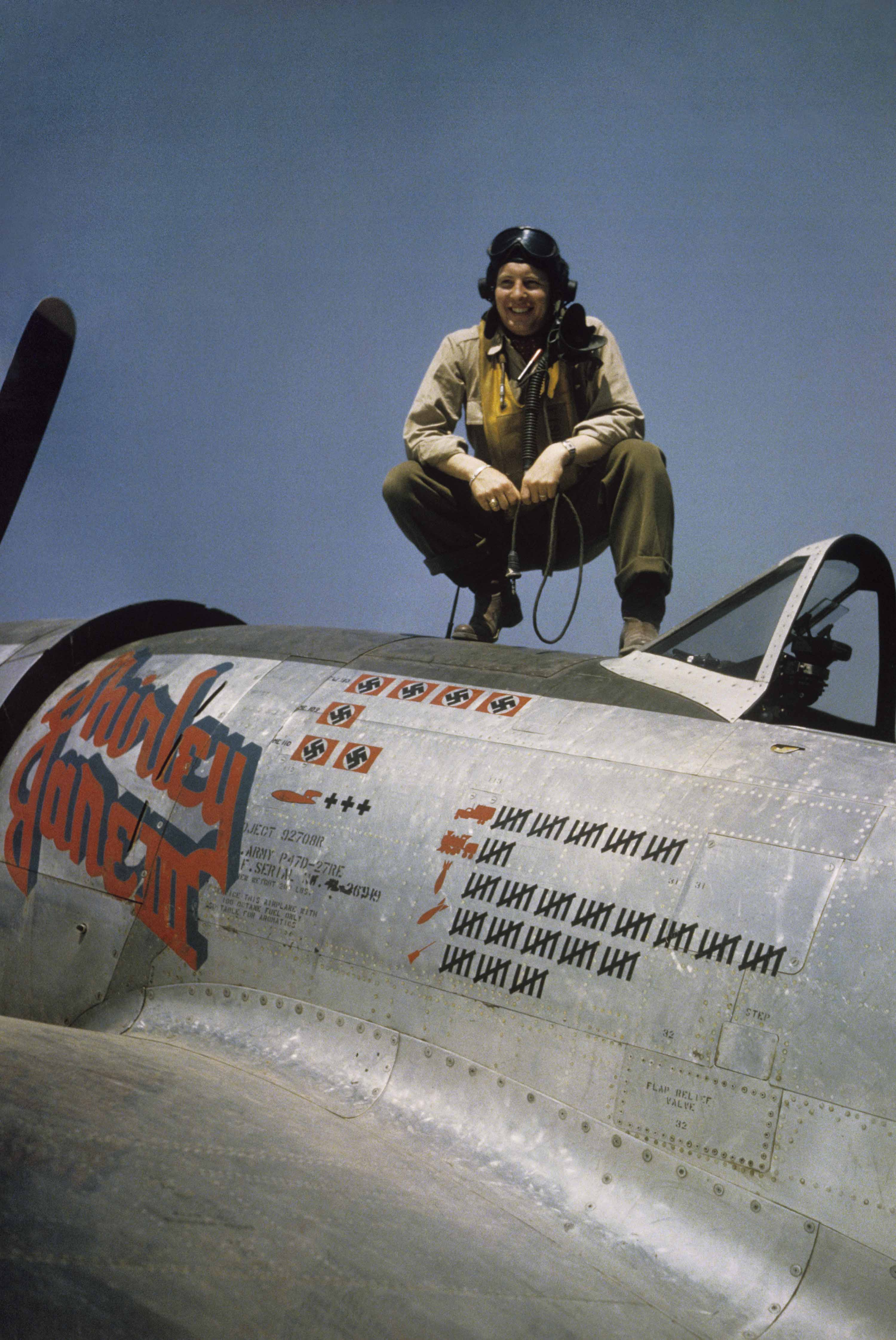
US-Fliegerass mit diversen Abschussmarkierungen auf seiner Maschine (1944)
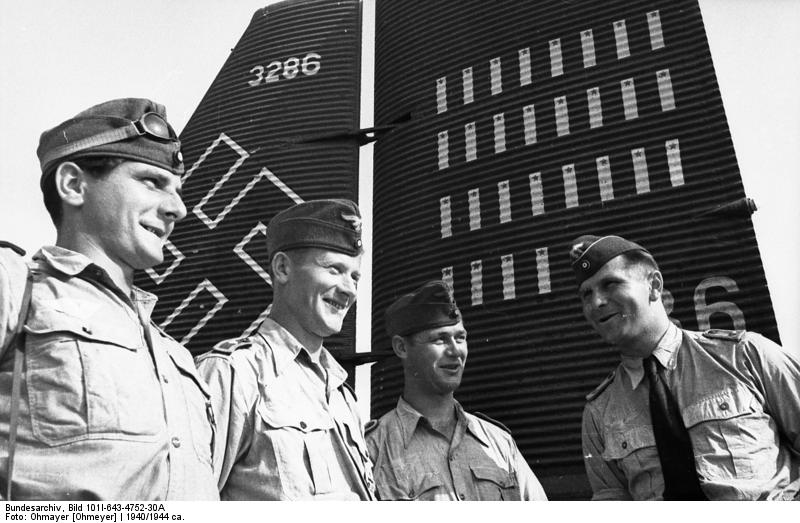
Soldaten der deutschen Luftwaffe vor dem mit Einsatzmarkierungen versehenen Ruder eines Flugzeuges; Einsatzkompanie Luftwaffe zbV
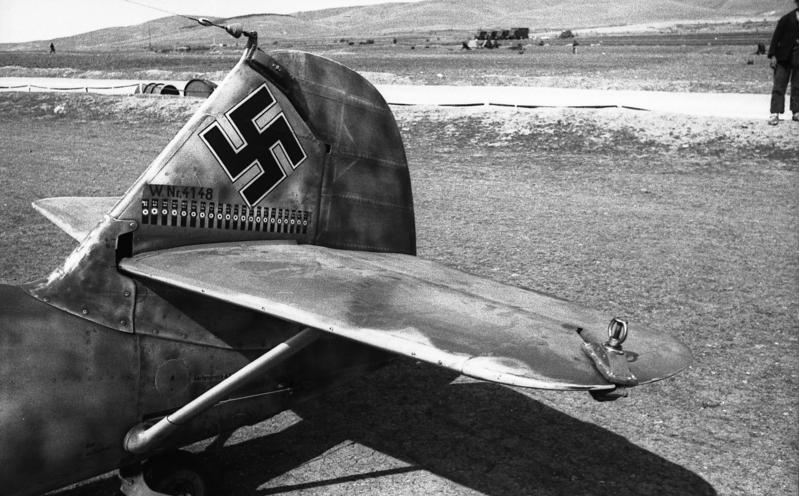
Jagdflugzeug Messerschmitt Bf 109 auf einem Feldflugplatz, Abschussmarkierungen auf dem Seitenleitwerk
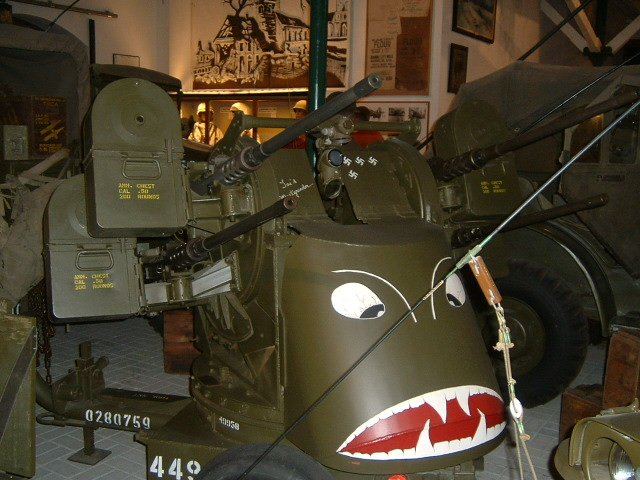
M51-Flakvierling, Abschussmarkierungen auf dem Schild
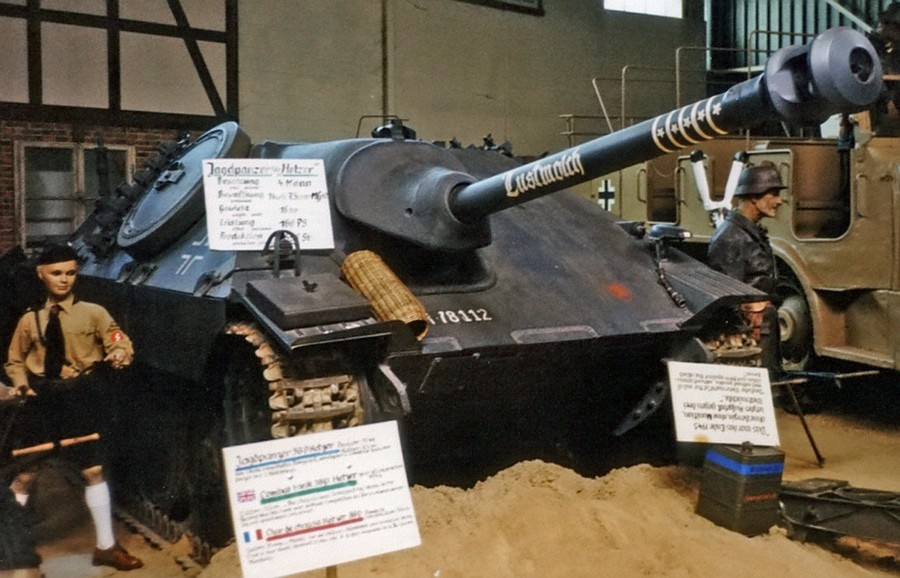
Jagdpanzer 38 mit Abschussmarkierungen am Rohr